# 阿拉戈伊尼亚杜皮奥伊
阿拉戈伊尼亚杜皮奥伊（葡萄牙語：Alagoinha do Piauí）是巴西皮奥伊州的一个市镇。总面积448.101平方公里，总人口7439人，人口密度16.6人/平方公里。